# Ray Conniff
Joseph Raymond "Ray" Conniff, né le 6 novembre 1916 à Attleboro, Massachusetts, et mort le 12 octobre 2002 à Escondido, Californie, est un chef d'orchestre, compositeur et tromboniste américain.

## Biographie
Ray Coniff est le fils de John Lawrence, un tromboniste, et de Maude (Angela) Connigg, une pianiste. Divorcé d'Emily Jo Ann Imhof (un fils et une fille), puis d'Ann Marie Engberg (un enfant temporairement accueilli), il épouse en 1968 Vera Schmidheiny (une fille).
On lui doit d'innombrables arrangements de mélodies classiques, contemporaines et de variété internationale interprétés par son orchestre et son chœur. Ce dernier double bien souvent la mélodie quand les paroles sont absentes. Dans ce cas, le chœur s'exprime en vocalisant. Cette structure fait la particularité de la musique de Ray Conniff.